# Hilsenheim
Hilsenheim é uma comuna francesa na região administrativa de Grande Leste, no departamento Baixo Reno. Estende-se por uma área de 19,87 km². Em 2010 a comuna tinha 2 668 habitantes (densidade: 134,3 hab./km²).